# Uxmal

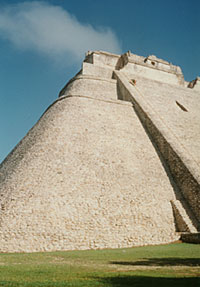
Adivino (Trollkarlens pyramid). En person nära toppen håller sig fast i en kedja, som löper längs den rätt branta trappan

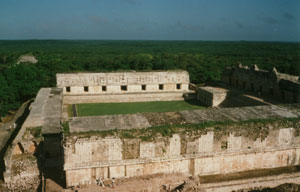
"Nunneklostret" i Uxmal

Uxmal är en stor prekolumbiansk ruinstad från mayakulturen på Yucatán-halvön i Centralamerika.  Den ligger 78 km söder om Mérida i staten Yucatán i Mexiko. Stadsnamnet är stavat på spanska, men flertalet mayaspråkforskare anser att det är ett gammalt mayauttryck, som betyder "byggt tre gånger".
Uxmal är en populär turistattraktion och det har lagts ned stor möda på att återuppbygga och restaurera de många byggnaderna och iordningställa besöksfaciliteter, medan där bara har genomförts några få egentliga arkeologiska utgrävningar och forskningsarbeten. År 1996 utsågs Uxmal till världsarv av Unesco.

## Tidig historia
Det kan inte säkert avgöras hur länge staden varit i bruk och invånarantalet, omkring 25 000, är bara en mycket lös gissning till dess att klarare fakta kommer fram.  Huvuddelen av den arkitektur, som i dag kan ses, byggdes mellan åren 700 och 1100.
Mayahistorikerna skrev själva att Uxmal grundlades omkring år 500 av Hun Uitzil Chac Tutul Xiu.  I generationer regerades Uxmal av Xiu-familjen och platsen var den mäktigaste på västra Yucatán, ett tag dominerade den i en allians med Chichén Itzá hela det nordliga mayaområdet.  Efter år 1200 har man inte företagit några nya större byggen, vilket troligen hängt ihop med Uxmals och Chichén Itzás nedgång och en förskjutning av makten på Yucatán till Mayapán.  Xiu-familjen flyttade sin huvudstad till Maní och invånarantalet i Uxmal gick tillbaka.
Efter den spanska erövringen av Yucatán, då Xiu'erna allierade sig med spanjorerna, antyder tidiga koloniala dokument att Uxmal in på 1550-talet fortfarande var en bebodd plats av viss vikt. Någon spansk bosättning på platsen blev dock aldrig av och Uxmal övergavs snart mer eller mindre.

## Områdesbeskrivning
Redan före restaureringsarbetet var Uxmal i bättre skick än många andra mayaställen, därför att staden var ovanligt välbyggd.  Mycket byggdes med välhuggen sten utan murbruk som fogmassa.  Fyndplatsens mayaarkitektur är i elegans och skönhet bara i paritet med den i Palenque.  Mayaarkitekturens puuc-stil dominerar.  Tack vare det goda bevarandeskicket är det en av få mayastäder, där den tillfälliga besökaren kan göra sig en god föreställning om, hur hela det ceremoniella centrum såg ut i äldre tid.

### Några mer beaktansvärda byggnader
- Guvernörspalatset, en långsträckt, låg byggnad ovanpå en enorm plattform med den längsta fasaden i det prekolumbianska Mesoamerika.
- Adivino'en eller Trollkarlens pyramid, är ett stiligt pyramidtempel, som är ovanligt på flera sätt.  Trappyramidens enskilda lager är ovala, i motsats till den gängse rektangulära eller kvadratiska formen.  I Mesoamerika var det vanligt att bygga nya tempelpyramider ovanpå äldre pyramider, men här byggdes en ny pyramid något mot öster i förhållande till den gamla. Västsidan av templet ovanpå den gamla pyramiden är därför bevarad, med det nyare templet ovanpå.
- Nunneklostret var spanjorernas namn på fyra längor runt ett torg, som visade sig vara regeringspalatset. Det är den stilfullaste av Uxmals fyrlängade byggnader med otroligt uthuggna fasader, både på in- och utsidan.
- En stor bollplan för det mesoamerikanska bollspelet har inskriptioner som talar om att den uppfördes år 901 av Chan Chak K'ak'nal-Ahau.

Ett antal andra tempelpyramider, fyrkantiga byggnader och monument, några avsevärt stora och i olika bevarandegrad, finns också i Uxmal.
Flertalet av glyfinskriptionerna finns på en rad stenstelar, som mot gängse bruk står grupperade på en separat plattform. Stelarna avbildar de gamla härskarna i staden och de visar tecken på att ha blivit skadade och välta med flit i äldre tid. Somliga har rests upp och satts i stånd Ytterligare tecken på ett möjligt krig eller slag hittar man i resterna av en mur, som omgav det mesta av det ceremoniella centret.
En stor stenbelagd förhöjd gångväg, en sacbé, förbinder Uxmal med Kabah, som ligger ca. 18 km söderut.